# كريستوف هويسغن
كريستوف هويسغن (بالألمانية: Christoph Heusgen) (مواليد 17 مارس 1955 في دوسلدورف) دبلوماسي ألماني يشغل منصب رئيس مؤتمر ميونخ للأمن منذ عام 2022.
شغل هويسغن منصب سفير ألمانيا لدى الأمم المتحدة في نيويورك من عام 2017 إلى عام 2021. كما شغل منصب وكيل وزارة الخارجية والسياسة الأمنية في المستشارية الألمانية من عام 2005 إلى عام 2017، ويوصف بأنه مستشار أنغيلا ميركل الأكثر نفوذاً في مجال السياسة الخارجية والأمن. خلال فترة ولاية ألمانيا كعضو غير دائم في مجلس الأمن التابع للأمم المتحدة شغل هويسغن منصب رئيس المجلس في أبريل 2019 وتولى الرئاسة مرة أخرى في يوليو 2020 وانتهت فترة ولايته في ديسمبر 2020.

## المنشأ والتعليم
نشأ هويسغن لوالدين صيدليين في نيوس وأنهى المرحلة الثانوية في عام 1973. خلال سنوات دراسته الثانوية أمضى عامًا كطالب تبادل في أكاديمية ويسترن ريزيرف، وهي مدرسة داخلية في هدسون، أوهايو. درس في سانت غالن وفي جامعة جورجيا الجنوبية (GSU) وفي جامعة بانتيون أساس في باريس، وحصل على الدكتوراه من جامعة سانت غالن في عام 1980. من متابعي كرة القدم ومن محبي نادي بايرن ميونخ.

## نشاطات أخرى

### مجالس الشركات
- بوش, عضو اللجنة الاستشارية الدولية (منذ 2022) [12]

### منظمات غير ربحية
- المجلس الأوروبي للعلاقات الخارجية (ECFR)، عضو (منذ 2021) [13]
- صندوق داغ همرشولد للصحفيين، عضو المجلس الاستشاري الفخري (منذ عام 2017) [14]
- المدافعون الدوليون عن المساواة بين الجنسين (IGC)، عضو [15]
- المعهد الدولي للسلام (IPI)، عضو المجلس الاستشاري الدولي [16]
- المعهد الألماني للشؤون الدولية والأمنية (SWP)، عضو المجلس (2005-2017) [17]

## أوسمة
- 2006 – وسام الشرف الكبير من الذهب لخدماته المقدمة لجمهورية النمسا [18]
- 2009 - وسام الأمير هنري
- 2015 – وسام شرف الجيش الألماني باللون الذهبي (منحته وزيرة الدفاع أورسولا فون دير لاين ) [19]

## الحياة الشخصية
هويسغن متزوج من زميلته في العمل الدبلوماسي إينا هويسغن ولديهما أربعة أطفال. مشجع لنادي بايرن ميونخ، وفي أوقات فراغه يشارك في سباقات الماراثون. خلال فترة وجوده في المستشارية كان يدعو بانتظام السفراء الأجانب إلى مهرجان نويس للرماية في مسقط رأسه، بما في ذلك فيل مورفي في عام 2012، وسيمون ماكدونالد في عام 2014، وفيليب إتيان في عام 2015 جون بي. إيمرسون في عام 2016.

## انتقادات
أدرج مركز سيمون فيزنثال هويسغن لعام 2019 ضمن أسوأ 10 أعمال معادية للسامية لذلك العام. اتهمته صحيفة بيلد الألمانية في افتتاحية بـ"الحقد الخالص ضد الدولة اليهودية". وأضاف مركز فيزنثال أيضًا أن هويسغن "شبه إطلاق 130 صاروخًا من قبل حماس الإرهابية على مدنيين إسرائيليين خلال أسبوع واحد في مارس/آذار بهدم الدولة اليهودية لمنازل الإرهابيين". دحضت المستشارة أنغيلا ميركل هذا الاتهام في ردها على البوندستاغ، وكذلك العديد من أعضاء الحكومة الألمانية، بما في ذلك أندرياس ميشائيليس، وزير الدولة في وزارة الخارجية آنذاك. وحث ميشائيليس، الذي كان سفيراً لألمانيا لدى إسرائيل من يوليو 2011 إلى يوليو 2015، مركز فيزنثال في رسالة مسربة على أن الإدراج في القائمة كان "خطأ كبيرا" "يخطئ الهدف ويستهدف صديقا مشرفا لإسرائيل". كما دافع سفير إسرائيل لدى ألمانيا عن هويسغن قائلاً إن الاتهام غير مناسب على الإطلاق. وأشارت وزارة الخارجية الألمانية إلى سجل هويسغن الطويل في دعم أمن إسرائيل.

## روابط خارجية
- فيديو: أمسية مع ستيفن هادلي في مناقشة مع كريستوف هويسغن